# Entre deux rives
Pour plus de détails, voir Fiche technique et Distribution.
Entre deux rives ou La Maison près du lac au Québec (titre original : The Lake House) est un film américain réalisé par Alejandro Agresti sorti en 2006, avec Keanu Reeves et Sandra Bullock. C'est un remake du film sud-coréen Il Mare.
Le film est un succès, en obtenant des critiques positives, tout en récoltant plus de 115 millions de dollars de recettes mondial. 

## Synopsis
Année 2006. Kate est médecin dans un hôpital et elle est passionnée par son métier. Pour se ressourcer, elle part de temps en temps loin de la ville, dans une petite maison qu'elle a louée au bord d'un lac. Après son dernier séjour, elle laisse un message dans la boîte aux lettres pour le futur locataire avec son adresse, au cas où un retour courrier serait nécessaire.
2004. Alex est architecte dans le bâtiment, il décide de rénover une vieille maison au bord d'un lac, construite par son père et laissée à l'abandon depuis. En arrivant, il trouve un message dans la boîte aux lettres. Mais ce message provient de deux ans dans le futur.
S'ensuit alors une correspondance entre les deux locataires qui aboutit à une histoire d'amour à travers le temps.

## Fiche technique
- Titre original : The Lake House
- Titre français : Entre deux rives
- Titre québécois : La Maison près du lac
- Réalisation : Alejandro Agresti
- Scénario : David Auburn
- Photographie : Alar Kivilo (de)
- Montage : Alejandro Brodersohn (en)
- Musique : Rachel Portman
- Décors : Nathan Crowley
- Producteurs : Doug Davison et Roy Lee
- Société de production : Village Roadshow Pictures et Vertigo Entertainment
- Société de distribution : Warner Bros. Pictures
- Pays d'origine :  États-Unis
- Budget : 40 000 000 $
- Format : Super 35mm (2,35:1)
Dolby SR-DTS
- Genre : Romance
- Durée : 107 minutes (1h47)
- Dates de sortie : 
  -  États-Unis : 23 juin 2006
  -  France : 26 juillet 2006

## Distribution
- Keanu Reeves (VF : Jean-Pierre Michaël et VQ : Daniel Picard) : Alex Wyler
- Sandra Bullock (VF : Françoise Cadol et VQ : Hélène Mondoux) : Kate Forster
- Christopher Plummer (VF : Bernard Dhéran et VQ : Vincent Davy) : Simon Wyler
- Ebon Moss-Bachrach (VF : Pierre Tessier et VQ : Martin Watier) : Henry Wyler
- Willeke van Ammelrooy (VF : Mireille Delcroix[2] et VQ : Claudine Chatel) : La mère de Kate
- Dylan Walsh (VF : Renaud Marx[2] et VQ : François Godin) : Morgan
- Shohreh Aghdashloo (VF : Annie Balestra[2] et VQ : Marie-Andrée Corneille) : Anna
- Lynn Collins (VF : Laura Blanc et VQ : Aline Pinsonneault) : Mona
- Mike Bacarella (VQ : Louis-Georges Girard) : Mulhern
- Kevin M. Brennan : Serveur
- Frank Caeti : Client du Cove
- Aliyah Carr : Patiente
- Jennifer Clark : Elève infirmière
- Jacob D. Dumelle : Patient sur le brancard
- Scott A. Elias : Doug
- Tiffini Funches : Jeune infirmière
- Lori Ann Gerdisch : Infirmière aux urgences
- Michael Gorman : Barman au Cove
- Jennifer Kern : Infirmière
- Joy Kocay : Fêtarde
- Cynthia Kaye McWilliams (en) : Vanessa
- India Neilan et Marissa Newton : Hôtesses
- Nora Newbrough : Marjorie
- Mia Park (en) : Réceptionniste
- Peggy Roeder : Assistante
- Jason Wells (en) : Costello
- Jacqueline Williams : Madhvi Patel

## Production

### Lieux de tournage
La maison sur le lac n'existe pas dans la réalité. C'était une structure temporaire construite exclusivement pour le tournage sur les rives du lac Maple à l'ouest de Chicago.
Lors de sa visite architecturale de Chicago, Kate Foster passe devant le bâtiment historique des pompiers de Chicago, situé au 228 Illinois Avenue. C'est le McGinty's bar que l'on retrouve dans la série télévisée Demain à la une.

## Box office
Le film est un succès, en obtenant des critiques positives, tout en récoltant plus de 115 millions de dollars de recettes mondial. 

## Autour du film

### Autres œuvres sur le même thème
- Par-delà l'éternité (1998), téléfilm américain avec Campbell Scott et Jennifer Jason Leigh
- Quelque part dans le temps (1980), film américain avec Christopher Reeve et Jane Seymour
- Le livre Demain (2013) de Guillaume Musso